# Tøyen

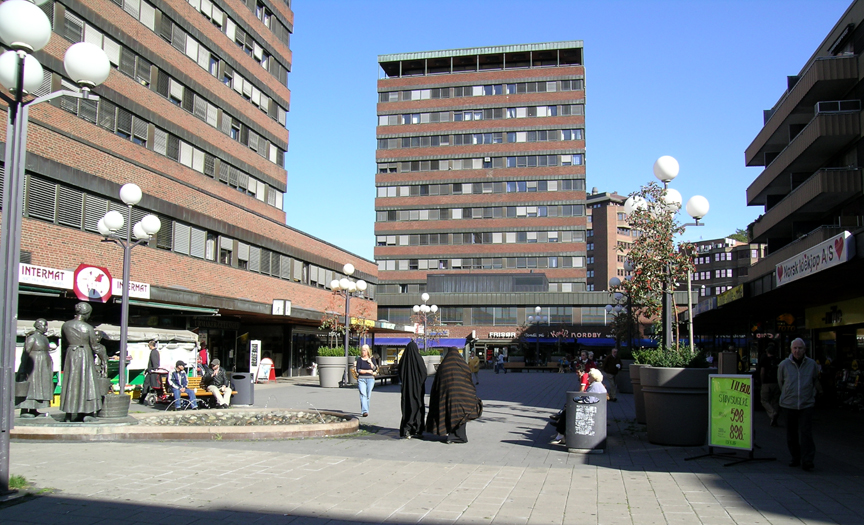
Centro de Tøyen

Tøyen é uma área recidencial de classe média baixa no centro de Oslo, Noruega, parte do bairro de Gamle Oslo. É conhecido pela alta concentração de imigrantes. A atmosfera multicultural torna Tøyen em algo popular e na moda, com os preços das habitações em constante ascensão.
Existem duas estações diferentes com o nome de Tøyen. A Estação de Comboios de Tøyen situa-se na linha de caminho de ferro Gjøvikbanen, enquanto que a Estação de Metro Tøyen localiza-se em Fellestunnelen, a este da baixa da cidade. A estação de caminho de ferro fica a cerca de 750 metros a noroeste da estação de metro.
Sobre a estação de metro de Tøyen localiza-se um centro comercial. Para além do Museu Munch, existe um parque a norte da estação de metro, onde se localiza o Jardim Botânico e o Museu de História Natural.